# Twierdza (gmina)
Twierdza – dawna gmina wiejska w powiecie mościskim województwa lwowskiego II Rzeczypospolitej  (1934–1939), a także jednostka podziału administracyjnego Generalnego Gubernatorstwa w latach 1941–1944, wchodząca w skład dystryktu galicyjskiego. Siedzibą gminy była Twierdza.
Gminę utworzono 1 sierpnia 1934 r. w ramach reformy na podstawie ustawy scaleniowej z dotychczasowych gmin wiejskich: Arłamowska Wola, Chorośnica, Królin, Lipniki, Słabasz, Słomianka, Stojańce, Tuligłowy, Twierdza, Wojkowice i Zawadów.
W latach 1939–1941 zniesiona, będąc okupowana przez ZSRR, gdzie nie funkcjonowały gminy zbiorowe (vide rejony sądowowiszniański i mościski).
W 1941 roku reaktywowana na skutek wojny niemiecko-radzieckiej, po zajęciu obszaru przez władze hitlerowskie. Gmina weszła w skład powiatu lwowskiego (Kreishauptmannschaft Lemberg), należącego do dystryktu Galicja w Generalnym Gubernatorstwie, gdzie została zmodyfikowana w porównaniu ze stanem sprzed wojny.
Gminę Twierdza powiększono o gromadę Sanniki, która przed wojną należała do (reaktywowanej) gminy Dydiatycze oraz o gromadę Laszki Gościńcowe, która przed wojną należała do gminy Mościska. Natomiast część przedwojennej gminy Twierdza – gromadę Lipniki – włączono do reaktywowanej gminy Mościska. Ludność gminy w 1943 roku wynosiła 10.160.
| Gmina w Landkreis Lemberg | Miejscowości / gromady | Gmina (II RP) | Powiat (II RP) | Rejon w ZSRR (1939–1941) |
| ------------------------- | --- | ------------- | -------------- | ------------------------ |
| Twierdza                  | Laszki Gościńcowe | Mościska      | mościski       | mościski                 |
| Twierdza                  | Sanniki | Dydiatycze    | mościski       | sądowowiszniański        |
| Twierdza                  | Arłamowska Wola, Chorośnica, Królin, Słabasz, Słomianka, Stojańce, Tuligłowy, Twierdza, Wojkowice i Zawadów                | Twierdza      | mościski       | sądowowiszniański        |
| Mościska                  | Lipniki | Twierdza      | mościski       | mościski                 |
| Mościska                  | Mościska (m) | Mościska (m)  | mościski       | mościski                 |
| Mościska                  | Czyszki, Krysowice, Lacka Wola, Podgać, Rudniki, Rzadkowice, Strzelczyska, Sułkowszczyzna, Trzcieniec, Zakościele i Zawada | Mościska      | mościski       | mościski                 |

Po II wojnie światowej obszar gminy został włączony do Ukraińskiej SRR.